# ヴィッラ・ラガリーナ
ヴィッラ・ラガリーナ（イタリア語: Villa Lagarina）は、イタリア共和国トレンティーノ＝アルト・アディジェ州トレント自治県にある、人口約3,800人の基礎自治体（コムーネ）。

## 地理

### 位置・広がり
トレント自治県南部、ヴァッラガリーナに位置するコムーネ。ロヴェレートから北北西へ3km、県都トレントから南南西へ19kmの距離にある。

#### 隣接コムーネ
隣接するコムーネは以下の通り。
- アルコ
- カヴェーディネ
- チモーネ
- ドレーナ
- イゼーラ
- ノガレード
- ポマローロ
- ロンツォ＝キエーニス
- ロヴェレート

## 行政

### 分離集落
ヴィッラ・ラガリーナには、以下の分離集落（フラツィオーネ）がある。
- Castellano, Pedersano, Piazzo

### Comunita di valle
トレント自治県が設置した広域行政組織 Comunita di valle 「ヴァッラガリーナ」 (it:Comunita della Vallagarina)  （事務所所在地: ロヴェレート）に属する。

## 姉妹都市
- シュトックシュタット・アム・ライン、ドイツ 1990年
- Bento Gonçalves、ブラジル 2007年